# L'eresiarca & C.

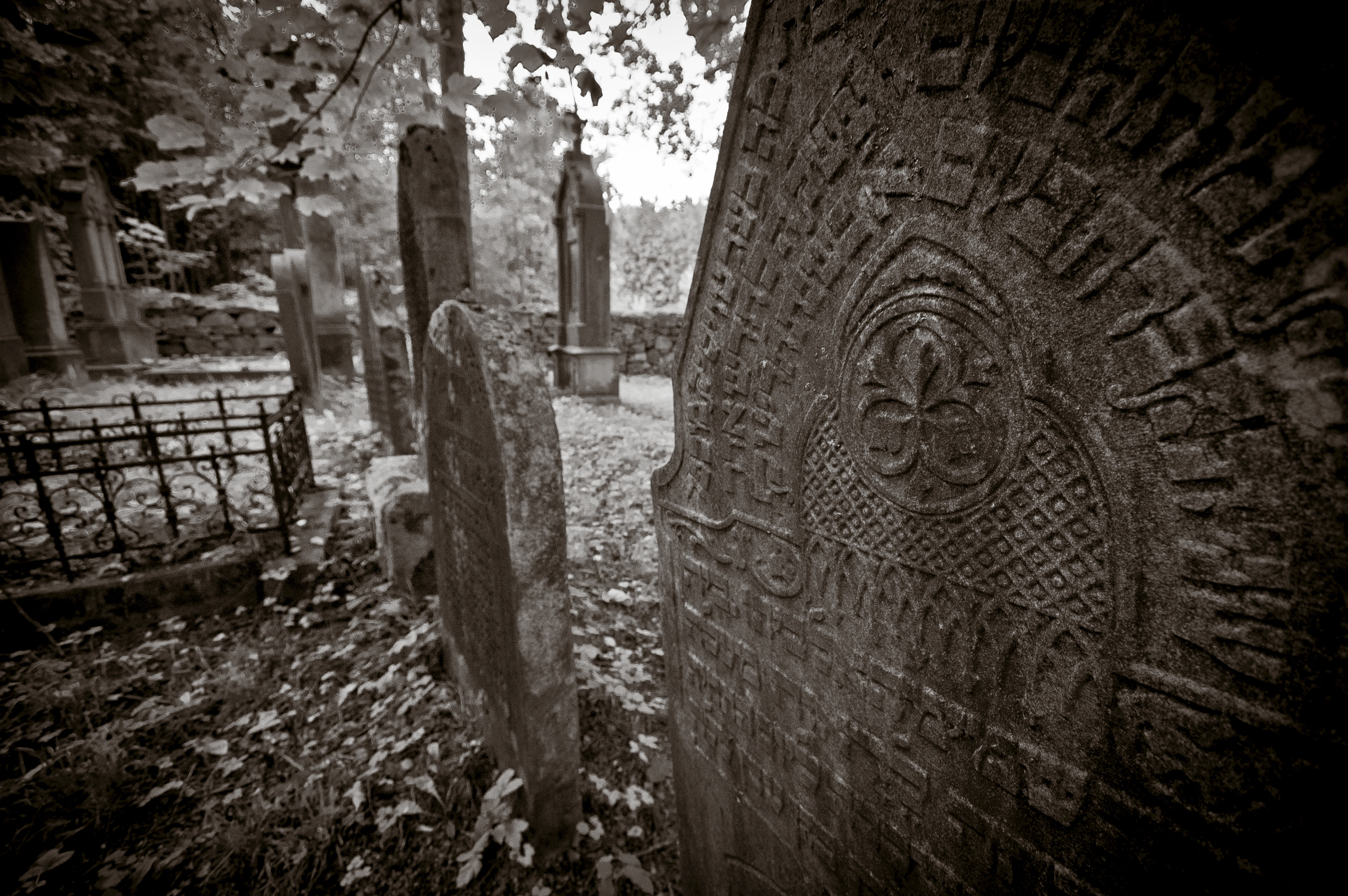
L'antico cimitero ebraico di Praga

L'eresiarca & C. (L'Hérésiarque et Cie) è una raccolta di 23 racconti di Guillaume Apollinaire pubblicata nel 1910 con l'incoraggiamento di Élémir Bourges, che gli fruttò un paio di voti in sede di selezione del Premio Goncourt.

## Contenuti
Questi racconti sono basati sulla ricostruzione di atmosfere culturalmente molto diverse, alla riscoperta dell'esotico europeo. La geografia magica di Apollinaire si estende da Roma ("Sacrilegio" ed "Eretico") a Parigi ("l'Ebreo latino"), alla Bosnia ("Otmika") fino all'Europa centrale ("il Passante di Praga "), all'Italia ("Pellegrini in Piemonte"), alla Germania ("la Rosa di Hildesheim") fino alle Ardenne ("Che Vlo-ve?") e in Inghilterra ("Il marinaio di Amsterdam").
Le trame di alcuni racconti:
- 1902, Durante un viaggio a Praga, un turista incontra uno strano personaggio vestito in modo antiquato, che si offre di fargli vedere la città. Egli sostiene di avere più di mille anni, e di essere l'Ebreo Errante, Isaac Lakedem, condannato a camminare senza mai fermarsi.

- Padre Serafino è un frate francescano tedesco che in gioventù era stato ufficiale di cavalleria e si era tatuato sull'avambraccio il nome di una donna. Dopo una carriera come avvocato del diavolo nelle procedure per la canonizzazione dei santi a Roma, vive ora modestamente in Francia. Durante la notte, il religioso escogita un piano che sembra brillante: consacrare tutto il pane sfornato dai panettieri per provocare una sorta di eucaristia collettiva e diffondere la bontà come un'epidemia tra la popolazione.

- 1878 Roma, padre Benedetto Orfei, prete di Alessandria, ha un sogno strano: crede di essere in cielo, e qui vede «la santa schiera delle Vergini, delle Vedove, dei Confessori, dei Dottori, dei Martiri» adorare le tre croci del Golgota: non solo Gesù, ma anche i due ladroni al suo fianco. Orfei da questa visione deduce che la Trinità si è incarnata nei tre crocefissi, e non solo nel Cristo: un ladrone è in realtà il Padre e l'altro lo Spirito Santo.

## I racconti
- Il passante di Praga
- Sacrilegio
- L'Ebreo latino
- L'eretico
- Infallibilità
- Tre storie sulla punizione divina: - Il giton - Il ballerino - Un mostro a Lione o dell'invidia
- Simon Mago
- Otmika
- Che Vlo-ve?
- La Rosa di Hildesheim
- Pellegrini in Piemonte
- La scomparsa di Honoré Subrac
- Il marinaio di Amsterdam
- Storia di una famiglia virtuosa, di un cappuccio e di un calcolo
- L'asciugamano dei poeti
- L'Amphion falso messia o storie e avventure del Barone di Ormesan: - La Guida - Un bel film - Il sigaro romantico - Lebbra - Cox-City - Tocco a distanza